# 부천고등학교
부천고등학교(富川高等學校)는 대한민국 경기도 부천시 소사구 송내동에 있는 공립 고등학교이다.

## 학교 연혁
- 1974년 1월 5일 : 부천고등학교 설립인가(보통과 4학급)
- 1974년 3월 1일 : 개교
- 1974년 3월 1일 : 초대 권유상 교장 취임
- 1974년 4월 20일 : 개교 기념식
- 1984년 1월 17일 : 도서관 개관
- 2000년 4월 20일 : 급식소 완공
- 2000년 8월 30일 : 실내 야구 연습장 「웅비관」 완공
- 2001년 4월 30일 : 과학실, 음악실, 미술실 신축
- 2002년 3월 1일 : 후관 교사 증축
- 2002년 12월 11일 : 야구부 합숙소 증축
- 2003년 11월 14일 : 과학실 현대화 시설 구축
- 2006년 5월 26일 : 도서관(면학재) 개관(도서실 외 3실)
- 2009년 12월 29일 : 도서관 증축(3,4층)
- 2013년 10월 31일 : 학교숲 조성
- 2021년 3월 1일 : 경기도형 과학중점학교 재지정 (2021.3.1.~2026.2.28.)
- 2021년 6월 18일 : 경기형 그린스마트 미래학교 1차 대상교 선정
- 2023년 1월 4일 : 제47회 졸업식(211명) 총 졸업생 23,103명
- 2023년 3월 1일 : 제16대 김영찬 교장 취임
- 2023년 3월 2일 : 제50회 입학식(9학급 245명)
- 2024년 : 경기형 과학고등학교 선정
- 2025년 : 교육부의 과학고등학교 지정 동의
- 2027년 3월 부천과학고등학교(가칭) 전환 개교

## 참고 자료
- 부천고등학교 - 한국교육학술정보원 학교알리미